# Teichmühle (Winzenburg)

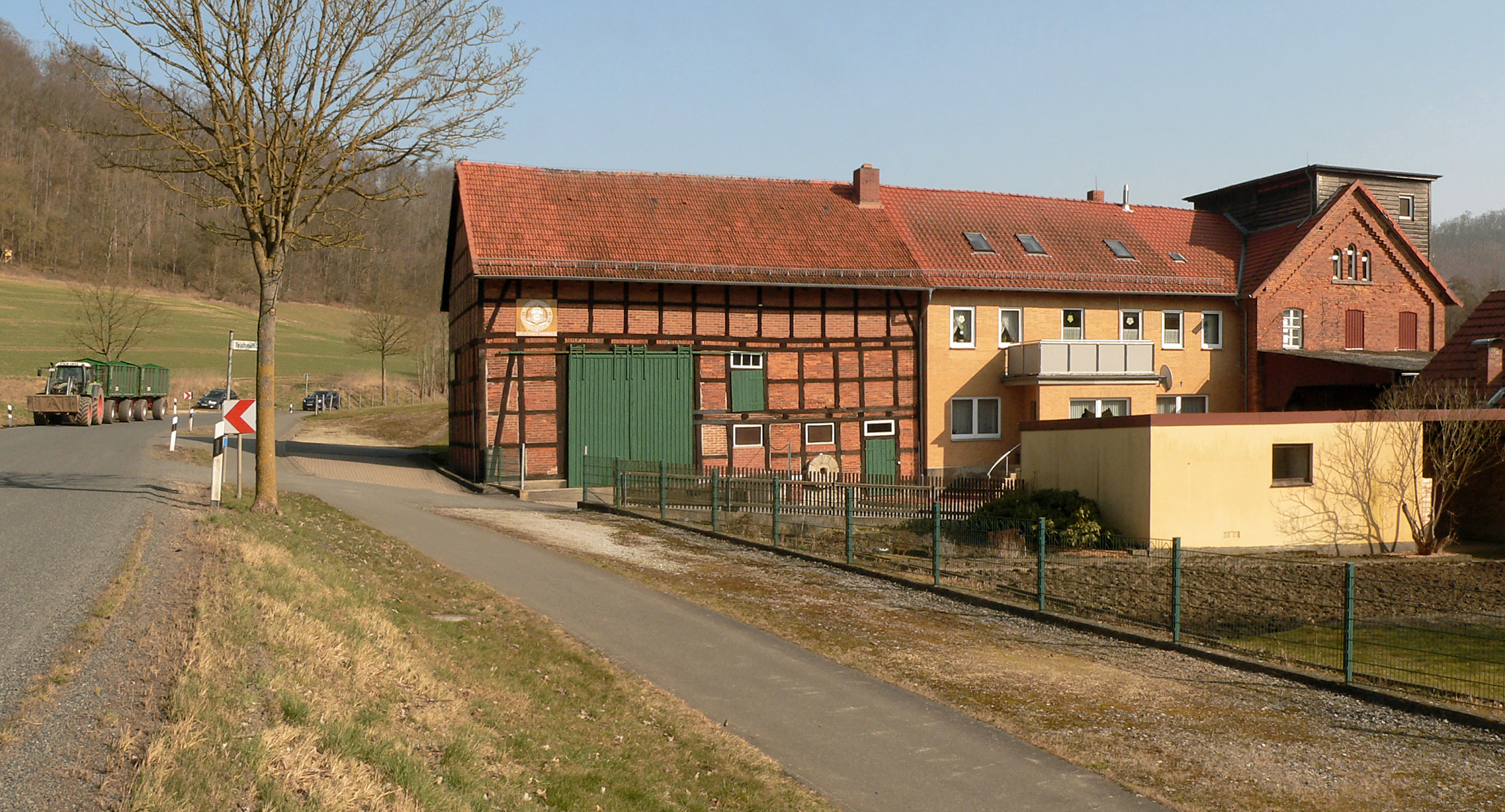
Straßenansicht der Mühle

Die Teichmühle Winzenburg ist eine historische Wassermühle in Winzenburg im Landkreis Hildesheim in Niedersachsen, die noch gewerblich betrieben wird.

## Geschichte
Die als  Getreidemühle arbeitende Teichmühle ist seit mindestens 1710 in Betrieb, da seither Pächter nachweisbar sind. Sie hatte ursprünglich den Namen Untere Teichmühle in Abgrenzung zur Oberen Teichmühle beim Gut Winzenburg. Die Mühle bestand aus einer Mahlmühle für Getreide und einer unterhalb liegenden Sägemühle, die früher als Ölmühle diente. Die Sägemühle brannte 1838 ab und wurde nicht wieder aufgebaut. Die Mahlmühle brannte 1840 ab und wurde wieder aufgebaut. In ihrem Schweinestall befand sich eine Solequelle.

## Beschreibung

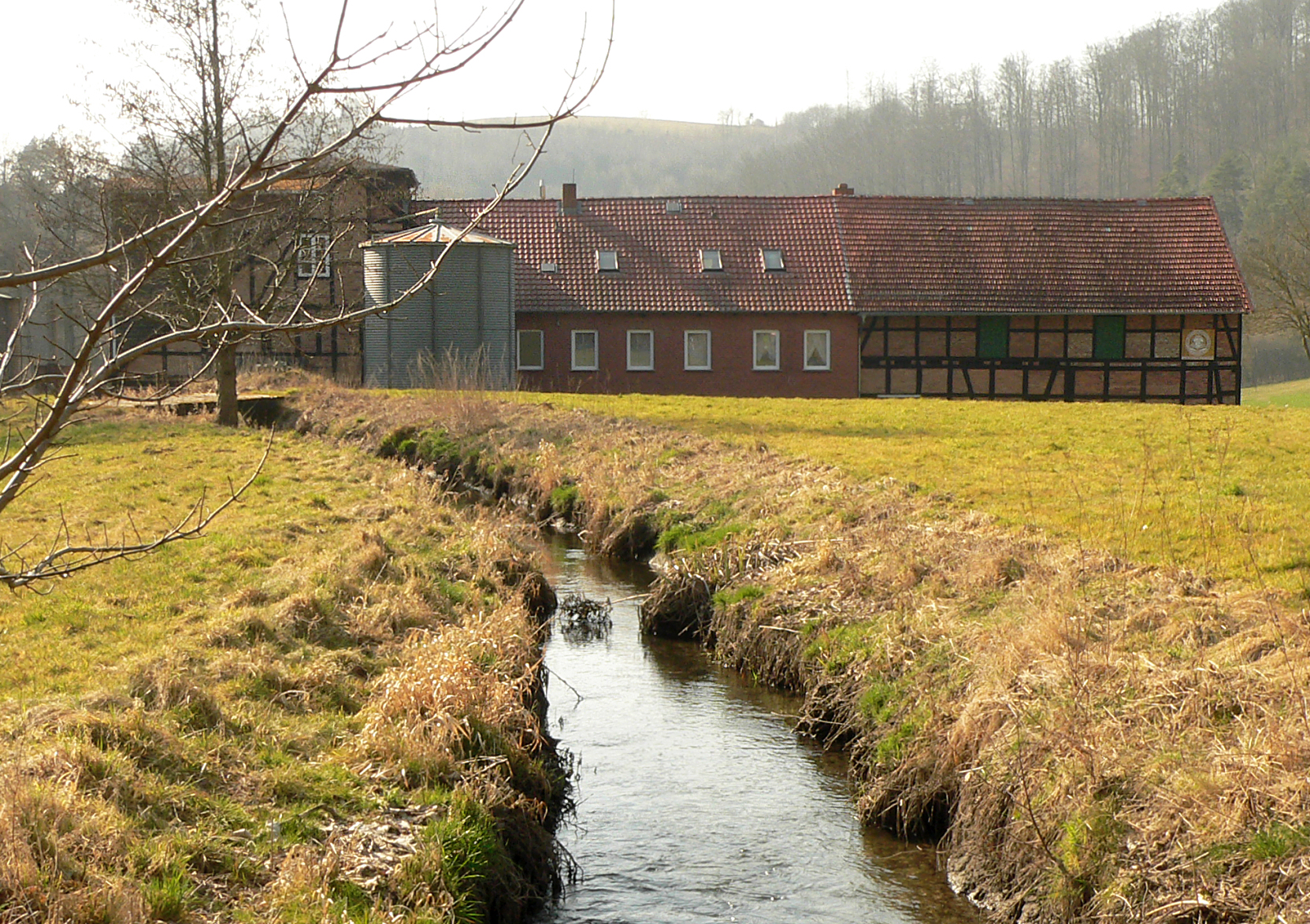
Der Winzenburger Bach an der Teichmühle

Die Mühle liegt an der Landesstraße L 486 zwischen Winzenburg und Klein Freden. Einer Beschreibung von 1978 zufolge hat sie drei Walzenstühle und einen Schrotgang. Ihr Wasserrad hat einen Durchmesser von 6,8 Meter. Heute wird die Mühle überwiegend elektrisch betrieben und von Wasserkraft des Winzenburger Bachs unterstützt. Das Gewässer wird von der etwa zwei Kilometer von der Mühle entfernten Apenteichquelle gespeist. Heutiger Müller ist Clemens Heilmann, der die Mühle 1991 von seinem Vater Konrad Heilmann übernahm. Er hatte sie seit 1961 betrieben. Der Familienbetrieb ist als Handwerksmüllerei in Wassermühlen anerkannt, die 2018 als Kulturform in das bundesweite Verzeichnis des Immateriellen Kulturerbes aufgenommen wurde. Der Mühlenbetrieb gehört dem Verein Müllergilde, einer 2017 gegründeten Interessengemeinschaft für das traditionelle Müllerhandwerk und historische Mühlen, an.

## Warensortiment
Das verarbeitete Getreide stammt von landwirtschaftlichen Betrieben aus der Region. Die Mühle stellt Weizen-, Roggen-  und Dinkelmehle verschiedener Ausmahlungsgrade sowie Weizenvollkornmehl, Roggenvollkornmehl, Roggenvollkornschrot und Dinkelvollkornmehl her. Produziert werden jährlich etwa 500 Tonnen Mehl. Getreide vom Gut Adolphshof wird zu verschiedenen Mehlprodukten in Demeter-Qualität verarbeitet. Abnehmer des Mehls sind kleine Bäckereien und Pizzerien in der Gegend, die mit 25 Kilogramm-Säcken beliefert werden. Im Hofladen der Mühle werden verschiedene Mehl- und Getreideprodukte sowie Futtermittel für Endkunden angeboten.